# Dephot
La Dephot (Deutscher Photodienst) è stata un'agenzia fotogiornalistica fondata dal fotografo Simon Guttmann e da Alfred Marx a Berlino, nel 1928.
Fu una delle prime agenzie fotografiche e di stampa del tempo, che contribuì a formulare l'idea stessa del reportage giornalistico e a fare emergere diversi fotoreporter poi divenuti famosi. Lavorarono dal 1929 per la Dephot Felix H. Man e Otto Umbehr (Umbo). Nel 1930 si aggiunsero Kurt Hübschmann (Kurt Hutton) e in seguito Walter Bosshard, Harald Lechenperg, Robert Capa e Cohnitz.
Fra i giornali illustrati del tempo che collaborarono con la Dephot si ricordano la Berliner Illustrirte Zeitung e la Münchner Illustrierte Presse.
L'agenzia fallì nel 1932, ma venne a breve rifondata col nome di Degephot (Deutsche Photogemeinschaft).